# قتل‌عام کانتو
قتل‌عام کانتو (به کره‌ای: 간토 대학살؛ انگلیسی: Kantō Massacre) یک کشتار جمعی بود که ارتش، پلیس و پارتیزان‌های ژاپنی علیه ساکنان کره ای در منطقه کانتو و همچنین سوسیالیست‌ها، کمونیست‌ها، آنارشیست‌ها و سایر مخالفان بلافاصله پس‌از زمین‌لرزه بزرگ کانتو مرتکب شدند. با عنوان قتل‌عام کره‌ای‌ها در سال ۱۹۲۳ نیز شناخته می‌شود.
این قتل‌عام طی یک دوره سه هفته ای از اول سپتامبر ۱۹۲۳، روزی که یک زلزله بزرگ منطقه کانتو را لرزاند رخ داد. در این دوره، سربازان نیروی زمینی امپراتوری ژاپن، پلیس و افراد پارتیزان، حدود ۶۰۰۰ ژاپنی کره‌ای‌ها و سوسیالیست ژاپن را به قتل رساندند. مقامات ژاپنی این قتل‌عام را بلافاصله پس از وقوع انکار کردند، در حالی که توسط برخی از عناصر در بین مردم جشن گرفته شد. امروزه همچنان توسط گروه‌های راستگرای ژاپن، اویوکو دانتای به‌طور متناوب تکذیب و جشن گرفته می‌شود.

## خاطرات کوروساوا
آکیرا کوروساوا، فیلمساز، که در آن زمان کودک بود، تعجب خود را از رفتارهای غیر منطقی اوباش چنین بیان می‌کند.
با چشمان خودم گروهی از بزرگسالان را دیدم که صورت‌هایی که حالت سردرگمی داشت هجوم می‌آوردند و فریاد می‌زدند: «از این طرف!» «نه، از آن راه!» آنها در حال تعقیب یک مرد ریش‌دار بودند، زیرا آنها فکر می‌کردند کسی با این همه موی صورت نمی‌تواند ژاپنی باشد … چون پدر من ریش کامل داشت، توسط گروهی حامل چماق احاطه شده بود. وقتی به برادرم که با او بود نگاه کردم ضربان قلبم تندتر شد. برادرم با تمسخر لبخند می‌زد